# Microbiston lanaria
Microbiston lanaria is een vlinder uit de familie spanners (Geometridae). De wetenschappelijke naam is voor het eerst geldig gepubliceerd in 1852 door Eversmann.
De soort komt voor in Europa.